# 阪堺鉄道浪花形蒸気機関車
浪花形（なにわがた）は、かつて阪堺鉄道に在籍した、タンク式蒸気機関車である。なお、この名称は、阪堺鉄道では機関車に形式を付与していなかったため、便宜的に付したものである。

## 概要
阪堺鉄道が、開業用として1885年（明治18年）にドイツのホーエンツォレルン機関車 に発注したもので、同年に2両（製造番号 378, 379）、翌1886年（明治19年）に1両（製造番号 408）、1893年（明治25年）に1両（製造番号 736）の計4両が製造され、順に「浪花（なにわ）」「住江（すみのえ）」「吾妻（あずま）」「大江（おおえ）」と命名された。この時点で、番号は付されていない。
また、メーカーのリストでは、「大江」と同時にもう1両の同形機（製造番号 737）が阪堺鉄道向けに製造されているが、これは日本に来着しておらず、輸送途中に海難事故で喪われたとも、あるいは日本以外の鉄道に改造のうえ振り向けられたとも考えられるが、その行方はまったくもって不明である。
この機関車は、車軸配置0-4-0(B)、整備重量16t級、固定軸距2,032mm、単式2気筒の飽和式ウェルタンク機関車であるが、極めて特異な形態で知られている。阪堺鉄道が官営釜石鉄道の払い下げ品を活用して建設された経緯から、軌間は838mm（2ft9in）という特殊なものである。また、基本形態は路面機関車（トラムロコ）様式であり、動輪を覆うようにスカートが取り付けられている。また、運転台の前部には箱型の張り出しがあるが、これは炭庫であり、水槽はスカート部の前後左右に動輪の連結棒を避けるように設けられている。通常ウェルタンクは、台枠の中に設けられるものであるが、本形式は内側シリンダー方式であるためそのスペースがなく、このような特異な位置に設けられたものである。動輪径は864mmで、弁装置はジョイ式である。煙突は、原形では火の粉止めを内蔵したダイヤモンド型であったが、「大江」については、先端部にキャップを設けたストレート形を装備して落成している。

## 南海鉄道への譲渡
阪堺鉄道は、大阪と和歌山を結ぶ鉄道を計画した南海鉄道に事業を譲渡することとなり、本形式もそれに先立つ1897年（明治30年）に南海天下茶屋工場で、838mm軌間から1,067mm軌間に改軌して動輪径を1,067mmに拡大したうえ、翌1898年（明治31年）に南海鉄道に譲渡された。南海鉄道では、各機の名称はそのままで5形と称したが、1900年に上記の順に16 - 19に改称された。
本形式は、南海鉄道の機関車の中で最も早く処分された。シリンダーのストロークをそのままに動輪径を拡大したため、駆動系に無理がかかり、それが廃車を早めたのではないかと推定されている。
廃車は、17が1904年（明治37年）8月、19が同年11月、18が1905年（明治38年）4月、16が同年6月で、いずれも汽車製造を経由して八幡製鉄所に譲渡された。

## 八幡製鉄所での変遷
八幡製鉄所では、下記のように改番して使用した。
17, 19, 18, 16 → 12, 13, 20, 23
1921年（大正10年）の改番では、その順に111, 178, 179, 190となり、1937年（昭和12年）の形式図でもそのように記載されている。さらに後の1950年（昭和25年）の形式図では、11, 117の2両に減少しており、番号の新旧対照も不明である。この時点で、両機とも運転室は更新されて、オリジナルの炭庫は撤去して運転台背部に炭庫を増設している。また、11はスカートの下辺に丸みを付けており、117はスカートはストレート形状のままであるが、更新されて表面は平滑となり、従来炭庫のあった部分に水槽を増設している。八幡製鐵所では、その形態から「重箱」と呼んでいたようである。
残りの2両については、1938年から翌年にかけて改造され、232, 234, 235, 236のうちの2両とされたと推定されているが、事実上の廃車→代替新造であったとみるべきで、形態も大きく変わって全くの別物となっている。

## 主要諸元
阪堺鉄道時代の諸元を記す。
- 全長：5,862mm
- 全高：3,442mm
- 軌間：838mm
- 車軸配置：0-4-0(B)
- 動輪直径：864mm
- 弁装置：ジョイ式
- シリンダー（直径×行程）：280mm×400mm
- ボイラー圧力：10.5kg/cm2
- 火格子面積：0.51m2
- 全伝熱面積：32.5m2
- 機関車運転整備重量：16.3t
- 機関車動輪上重量（運転整備時）：16.3t
- 水タンク容量：1.82m3
- 燃料積載量：0.36t
- 機関車性能
  - シリンダ引張力：3,240kg
- ブレーキ方式：手ブレーキ